# 안장관절
안장관절 또는 안관절은 반대쪽 표면이 서로 오목하고 볼록한 윤활 관절의 한 유형이다. 이는 엄지손가락, 흉부, 중이 및 발뒤꿈치에서 발견된다.